# 伍麟凱
伍麟凱（英文名：Jonathan Mordred Ng，1989年5月1日－），中泰混血，出生于泰國清邁，香港出道。曾就讀於北京電影學院2008級別表演系本科班，同班同學有 竇驍，潘之琳，蔡文靜，種丹妮男演員，2016年因出演香港導演林超賢執導的動作片 湄公河行動 Operation Mekong ， 我的1997 My year of 1997 中的 “快譯通”和“李浩南”二角而被中，港觀眾熟知。

## 經歷
- 出生于泰國，母親為中國人，父親為泰籍泰美混血。由於在多國語言環境下成長，他能操流利的英語、粵語、普通話、泰語。他參與過不少電影，電視劇，廣告拍攝，2008年進入內地頂尖藝術學院 北京電影學院表演系學習，2012年取得学士学位并顺利畢業，處女電影作品《少女靈異日記》更獲得2014年澳門國際電影節最佳影片獎項。電視劇《我的1997》獲得2018年31屆電視劇飛天將最佳電視劇提名

- 2005年 偶然參演林心如、劉濤主演的電視劇《大理公主》，飾演少年段卓義。
- 2012年 出演微電影《十二星座發財夢》之《我信》，擔任男主角阿傑。
- 2013年 和路晨、馮波等主演的驚悚奇幻電影《少女靈異日記》；擔任男一號高傑森，此片於2014年澳門國際電影節獲得最佳外語片獎項；同年出演由章子怡、黃曉明、陳楚生主演的勵志愛情電影《無問西東》，飾演冠丰。
- 2014年11月伍麟凱獲得香港電視劇導演藍志偉賞識，和香港女星鄭希怡出演湖南衛視網絡劇《古鏡》，擔任第二男主角
- 2015年8月伍麟凱出演由大陸愛奇藝出品的電影《異聞錄之捉妖兄弟》飾演：黎正（反一）
- 2015年9月伍麟凱參演由香港導演林超賢執導，彭于晏，張涵予主演的合拍片《湄公河行動》 （页面存档备份，存于），飾演 泰国特警（快譯通）顧偉成
- 2016年6月伍麟凱拍攝由騰訊出品的科幻電視劇《殺魔祭》飾演男一號 宮紹威（男一）
- 2017年1月出演央視一套慶祝香港回歸20週年大戲《我的1997》飾 李浩南 （反一）
- 2017年10月伍麟凱出演內地人氣IP改變網劇《大夏寶藏）飾演 余浩
- 2017年11月伍麟凱出演內地电影《精灵的后裔》 飾演 Michael John （男一）
- 2018年3月伍麟凱出演中，港，馬來西亞 合拍片 《大叔你好》 飾演 Robert （男一）
- 2019年7月 伍麟凱出演內地電影《封神榜：決戰萬仙陣》 飾演： 武王姬發

## 作品

### 電視
- 2006《大理公主》 飾 少年段卓義
- 2015《古鏡》飾 石磊（第二男主角）
- 2016《殺魔祭》飾 宮紹威 （男一）
- 2017《我的1997》飾 李浩南 （反一）
- 2017《大夏寶藏）飾演 余浩
- 2017《問天錄》 飾演 宮擎天 （單元男一）

### 電影
- 2012《十二星座發財夢之我信》 飾 阿傑（第一男主角）
- 2013《少女靈異日記》 飾 高傑森（第一男主角）（此片榮獲2014 年澳門電影節最佳影片獎項和最佳女配角）
- 2015《無問西東》 飾 冠峯（客串）
- 2015《異聞錄之捉妖兄弟》飾演：黎正（男一）
- 2015《湄公河行動》 （页面存档备份，存于）飾 泰国特警（快译通）  顧偉成
- 2017 《精灵的后裔》 飾演 Michael John （男一）
- 2018 《大叔你好》 飾演 Robert（男一）
- 2019 《封神榜：決戰萬仙陣》飾演 武王姬發

### 廣告
- 2013 Bank of China 智盈理財 HK
- 2014 HITACHI shaver  HK

## 榮獲獎項
- 2013 年 精品消費報 時尚新人獎
- 2014 年《少女靈異日記》 最佳影片
- 2018 年 《我的1997》第31屆電視劇“飛天獎”